# La Haye-du-Theil
Haye-du-Theil – miejscowość i gmina we Francji, w regionie Normandia, w departamencie Eure.
Według danych na rok 1990 gminę zamieszkiwały 194 osoby, a gęstość zaludnienia wynosiła 28 osób/km² (wśród 1421 gmin Górnej Normandii Haye-du-Theil plasuje się na 707 miejscu pod względem liczby ludności, natomiast pod względem powierzchni na miejscu 538).